# دوين هيل
دوين هيل هو ممثل كندي، ولد في 5 يونيو 1966 في كندا.

## وصلات خارجية
- دوين هيل على موقع IMDb (الإنجليزية)
- دوين هيل على موقع ألو سيني (الفرنسية)
- دوين هيل على موقع أول موفي (الإنجليزية)
- دوين هيل على موقع قاعدة بيانات الفيلم (الإنجليزية)
- دوين هيل على موقع كينوبويسك (الروسية)